# Ivon Ćuk
Ivon Ćuk, poznat i pod pseudonimima Yves Ivonides i Dian Baton (Muć Gornji, 11. veljače 1923. – Zagreb, 1. siječnja 1983.), hrvatski katolički svećenik iz reda franjevaca konventualaca, vjerski pisac, visoki crkveni dužnosnik

## Životopis
Rođen je u Muću Gornjem kod Splita. U sjemenište franjevaca konventualaca primljen je 1935. godine, a za svećenika je zaređen 12. ožujka 1950. u Zagrebu. Mladi svećenik djeluje u Zagrebu, Dornavi kod Ptuja i Puli. Od 1961. do 1968. obavlja službu tajnika Provincije u Zagrebu.
Godine 1962. pokreće i dugo godina uređuje Glasnik sv. Antuna Padovanskoga (današnji Veritas). Nakon jedanaest godina odlazi u Šibenik, odatle u Rim, gdje proučava djelo Maksimilijana Kolbea. Vraća se u Šibenik, gdje obnaša službu gvardijana samostana sv. Frane. Istovremeno obavlja službu definitora Provincije i člana Uredničkog vijeća Veritasa.
Osim plodnoga uredničkog rada u Veritasu, objavljuje brojne knjige vjerskog sadržaja. Ostavio je za sobom desetak vrlo čitanih i zapaženih izdanja.

## Djela
Autor:
- Fatima da ili ne?
- Zvijezde koje ne zalaze
- Mučenik iz Krešimirova grada
- Orijaš kršćanstva
- Maksimilijan Kolbe 16670
- Taj divni čovjek Isus (suautori: Nikola Mate Roščić; Ljudevit Maračić)
- Bijela gospođa iz Lurda
- Svetac bijelih ljiljana
- Vječni zaljubljenik (audioknjiga)

Urednik:
- Mladi Stepinac – pisma zaručnici (pod pseudonimom Dian Baton)

## Vanjske poveznice
- (eng.) WorldCat Ivon Ćuk